# (2859) Паганини
(2859) Паганини (лат. Paganini) — типичный астероид главного пояса, открыт 6 сентября 1978 года советским астрономом Николаем Черных в Крымской астрофизической обсерватории и 18 сентября 1986 года назван в честь итальянского скрипача-виртуоза и композитора Никколо Паганини.

## Обнаружение и именование
(2859) Паганини
Открыт 6 сентября 1978 года в Научном Н. С. Черных.
Назван в честь великого итальянского скрипача и композитора Никколо Паганини (1782—1840).
Оригинальный текст (англ.)2859 Paganini
Discovered 1978-09-06 by Chernykh, N. at Nauchnyj.
Named for the great Italian violinist and composer Niccolo Paganini (1782—1840).
Источники: DISCOVERY.DB; M.P.C. 11157.

## Орбита

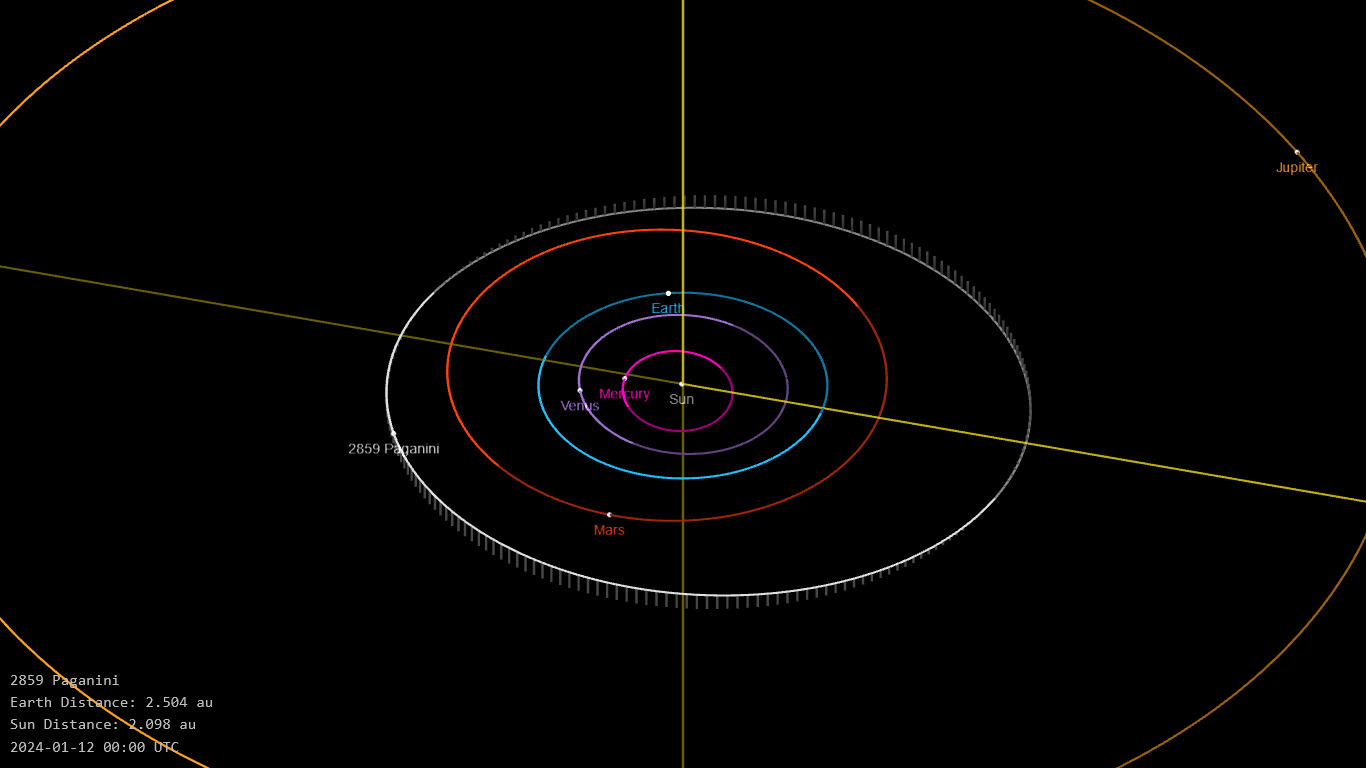
Орбита астероида Паганини и его положение в Солнечной системе

## Физические характеристики
Астероид относится к таксономическому классу S.
По результатам наблюдений в видимом и ближнем инфракрасном диапазоне космического телескопа NEOWISE диаметр астероида сначала оценивался равным 5,531±0,014 км, позже — 4,287±0,290 км. Согласно тем же источникам альбедо оценивается как 0,2316±0,0348 и 0,235±0,062.